# Run Saber
Pour les articles homonymes, voir Saber.
Run Saber est un jeu vidéo d'action-plates-formes à défilement horizontal, développé par Horisoft et édité par Atlus sur Super Nintendo en 1993 en Amérique du Nord et en Europe,,. Il s'agit d'un jeu de ninja cybernétique qui a une forte ressemblance avec le jeu Strider.

## Synopsis
L'histoire se déroule en 2998, la Terre est dévastée et sous le contrôle d'un savant fou, le Dr. Gordon Bruford, qui a muté pour devenir un être cybernétique gigantesque. Les humains survivent en orbite autour de la Terre. Pour tenter de se débarrasser de Bruford, les humains envoient sur Terre leur arme secrète : trois cyborgs de combat, Kurtz, Allen and Sheena. Malheureusement, Kurtz est capturé par Bruford et reprogrammé pour éliminer ses anciens compagnons. Le joueur peut choisir entre Allen et Sheena pour mener a bien leur mission à travers cinq niveaux peuplés de hordes de robot cybernétiques au service de Bruford.